# Союз правых партий
Союз правых партий (ивр. איחוד מפלגות הימין‎ — «Иху́д мифлего́т ха-ями́н») — израильский альянс правых и ультраправых религиозных партий, в который входили «Еврейский дом», «Ткума» и «Оцма ле-Исраэль». Этот список был создан в преддверии парламентских выборов в Израиле 2019 года, после того, как премьер-министр Биньямин Нетаньяху призвал альянс «Еврейский дом» принять партию «Оцма ле-Исраэль» в качестве части своего списка на следующих выборах, чтобы избежать потери голосов правого лагеря. Символ партии — «טב».

## История
В январе 2019 года «Ткума» и «Оцма ле-Исраэль» вступили в переговоры, чтобы сформировать совместный предвыборный список. Однако, переговоры в конечном итоге не увенчались успехом.
12 февраля 2019 года «Оцма ле-Исраэль» вступила в переговоры с партией «Еврейский дом», чтобы договориться о совместном списке.
15 февраля 2019 года партии «Ткума» и «Еврейский дом» снова согласились составить список, в котором «Ткума» получила все остальные места в списке.
19 февраля 2019 года стало известно, что переговоры между партиями «Оцма ле-Исраэль» и «Еврейский дом» зашли в тупик, однако 20 февраля они договорились об условиях составления списка после того, как Нетаньяху пообещал министерские должности «Еврейскому Дому» в обмен на объединение с партией «Оцма ле-Исраэль».
Партия попыталась присоединить Яхад к техническому списку, но переговоры провалились из-за того, что Меир Мазуз, раввин Яхад, отверг этот план.

## Споры
Из-за идеологии «Оцма ле-Исраэль», многими воспринимаемой как каханистская, действия Нетаньяху по достижению согласия партий «Оцма ле-Исраэль» и «Еврейский дом» баллотироваться в одном избирательном списке, привели к тому, что этот союз осудили Американский еврейский комитет, Антидиффамационная лига и Американский комитет по связям с общественностью Израиля..
Ифат Эрлих, ранее входившая в список «Еврейского дома», покинула партию из-за союза с «Оцма ле-Исраэль».

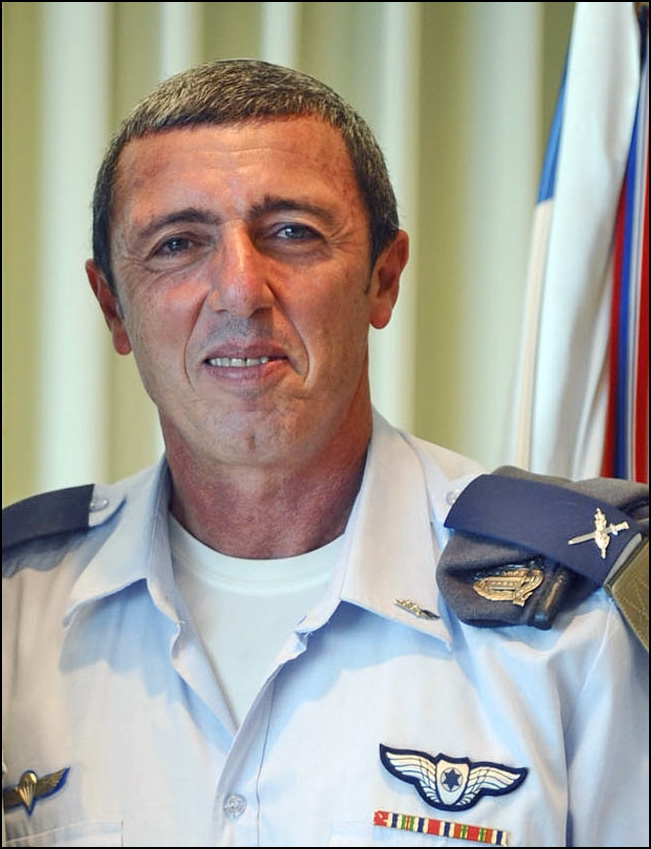
Рафи Перец — лидер партии

## Состав
| название        | идеология           | Позиция               | лидер            | Текущие МК |
| --------------- | ------------------- | --------------------- | ---------------- | ---------- |
| Еврейский дом   | Религиозный сионизм | Правые — Ультраправые | Рафи Перец       | 0 из 120   |
| Ткума           | Религиозный сионизм | Ультраправые          | Бецалель Смотрич | 7 из 120   |
| Оцма ле-Исраэль | Каханизм            | Ультраправые          | Михаэль Бен-Ари  | 6 из 120   |